# Kapitalintensität
Unter Kapitalintensität versteht man in der Volkswirtschaftslehre (insbesondere in der Volkswirtschaftlichen Gesamtrechnung) eine volkswirtschaftliche Kennzahl, die das Verhältnis des für die gesamte Güterproduktion notwendigen Kapitalstocks zur Anzahl der dafür benötigten Erwerbstätigen, also den Kapitaleinsatz je Erwerbstätigen, wiedergibt. In der Betriebswirtschaftslehre werden als kapitalintensiv jene Unternehmen bezeichnet, bei denen der Anteil des Produktionsfaktors Kapital im Vergleich zu den übrigen Produktionsfaktoren am größten ist.  

## Allgemeines
In beiden Wissenschaften spielt zur Messung der Kapitalintensität der Produktionsfaktor Kapital die entscheidende Rolle. Beide untersuchen dessen Verhältnis zum Produktionsfaktor Arbeit (Arbeit (Volkswirtschaftslehre) oder Arbeit (Betriebswirtschaftslehre)), um – auf der Grundlage des jeweiligen Erkenntnisobjekts – die Kapital- oder Arbeitsproduktivität zu messen. Diese können die Basis für Rationalisierungen mit der Folge von Automatisierungen oder Mechanisierungen sein, was zu Personalfreisetzungen führen kann. 

## Volkswirtschaftslehre
Die volkswirtschaftliche Kapitalintensität errechnet sich wie folgt:
{\displaystyle {\text{Kapitalintensität}}={\frac {\text{Bruttoanlagevermögen}}{\text{Erwerbstätige}}}}.
Diese volkswirtschaftliche Kennzahl kann als Messgröße für die durchschnittliche Ausstattung eines Arbeitsplatzes mit Produktionsanlagen verwendet werden. Dabei wird das Bruttoanlagevermögen (Kapitalstock) preisbereinigt, also der Wert des Anlagevermögens berechnet, indem man die Preise eines bestimmten Basisjahres konstant hält. Die Preisbereinigung mit Hilfe der Preise eines bestimmten Basisjahres führt das Statistische Bundesamt auch für das Anlagevermögen durch. Auch die Aggregate des Bruttoinlandsproduktes (BIP) werden inzwischen mit Hilfe von Kettenpreisindizes preisbereinigt. Bezieht man das BIP auf den Kapitalstock, erhält man die Kapitalproduktivität.
Üblicherweise steigt mit der Produktivität die Kapitalintensität, weil durch technischen Fortschritt bzw. bessere Produktionstechnik und dem damit meist einhergehenden Abbau von Arbeitsplätzen mehr des Produktionsfaktors Kapital je Erwerbstätigem zur Verfügung steht und dadurch mehr Kapital pro Arbeiter eingesetzt wird. Gleichzeitig wird durch eine höhere Kapitalintensität, also durch verstärkten Einsatz von Produktionsmitteln je Erwerbstätigen, auch eine höhere Arbeitsproduktivität erzielt. 
Für den Wirtschaftswissenschaftler Nicholas Kaldor ist die Kapitalintensität auch die Bestimmungsgröße für die Arbeitsproduktivität. In seiner Technischen Fortschrittsfunktion ist die Wachstumsrate der Arbeitsproduktivität eine Funktion der Wachstumsrate der Kapitalintensität, woraus er abzuleiten versucht, warum einige Gesellschaften ein höheres Wirtschaftswachstum aufweisen als andere.

## Betriebswirtschaftslehre
Im einzelnen Unternehmen wird untersucht, welcher Produktionsfaktor der dominierende ist. Das kann an den Faktorkosten abgelesen werden, wie sie in der Gewinn- und Verlustrechnung zum Ausdruck kommen. Während bei arbeits- oder lohnintensiven Unternehmen die Personalkosten dominieren, sind es bei vorratsintensiven die Lagerkosten und bei materialintensiven die Materialkosten. In kapitalintensiven/anlageintensiven Unternehmen beherrschen die Abschreibungen und/oder der Zinsaufwand den Produktionsprozess. Allgemein wird in der Betriebswirtschaftslehre eher von kapitalintensiven/anlageintensiven Unternehmen und weniger von Kapitalintensität gesprochen. Sie weisen eine Kostenstruktur auf, bei der bestimmte Kostenarten überwiegen.
Wichtigster Faktormarkt ist für kapitalintensive Unternehmen der Geldmarkt und Kapitalmarkt (für Eigenkapital die Börse oder die Gesellschafter, für Fremdkapital insbesondere die Kreditinstitute). Typische Rechtsformen gehören zu den Kapitalgesellschaften (Aktiengesellschaft, Europäische Gesellschaft, GmbH oder Kommanditgesellschaft auf Aktien). Wichtige Beispiele kapitalintensiver Unternehmen sind chemische Industrie, Eisenbahnunternehmen, Energieversorgungsunternehmen, Fluggesellschaften, öffentlicher Personennahverkehr, Papierherstellung, Petrochemie, Schiffbau oder Telekommunikationsunternehmen, die allesamt über umfangreiche Produktionsanlagen in ihrem Sachanlagevermögen verfügen. Auch die Landwirtschaft der Industriestaaten gehört durch die Mechanisierung der Landwirtschaft inzwischen zu den kapitalintensivsten Brachen der Volkswirtschaft.
Kapitalintensive Unternehmen können in Zeiten der Inflation einen steigenden Return on Equity vorweisen, obwohl dieser Anstieg nicht produktivitätsbedingt ist. Der Trend zur Mechanisierung und Automatisierung muss berücksichtigen, dass die Produktionsfaktoren Arbeit und Kapital in Unternehmen in substitionalem Verhältnis zueinander stehen, so dass bei gleichbleibender Ausbringungsmenge immer mehr Kapital aufgebracht werden muss, um einen zusätzlichen Verzicht auf Arbeitskräfte auszugleichen.